# بخش آربو، شهرستان ایتاسکا، مینه سوتا
بخش آربو (به انگلیسی: Arbo Township) یک منطقهٔ مسکونی در ایالات متحده آمریکا است که در شهرستان ایتاسکا، مینه‌سوتا واقع شده‌است.
 بخش آربو ۹۵٫۴ کیلومتر مربع مساحت و ۸۶۷ نفر جمعیت دارد و ۳۹۶ متر بالاتر از سطح دریا واقع شده‌است.